# Coritanos

Territórios dos corieltáuvos

Os Corieltáuvos (em latim: Corieltauvi), anteriormente chamados Coritanos (em latim: Coritani) e às vezes referidos como Corieltavos (em latim: Corieltavi) eram uma tribo de pessoas que viviam na Grã-Bretanha antes da conquista romana, e depois disso uma cividade da Grã-Bretanha romana.